# Brassó megye
Brassó megye (románul: Județul Brașov, németül: Kreis Kronstadt, latinul: Comitatus Coronae) közigazgatási egység Románia középső részén, az Erdélyi-medence délkeleti peremén, a Kárpátok koszorújában. Területe 5 363 km², ezzel Románia közepes méretű megyéi közé tartozik. Lakossága közel 550 ezer fő (2021-es adatok szerint), amivel a legnépesebb erdélyi megyék közé sorolható. A népsűrűsége meghaladja az országos átlagot, különösen Brassó város agglomerációjában.
Északról Maros megye és Hargita megye, keletről Kovászna megye és Buzău megye, délről Prahova, Argeș és Dâmbovița megyék, míg nyugatról Szeben megye határolja. Székhelye a történelmi és kulturális jelentőségű Brassó városa, amely Erdély egyik legfontosabb gazdasági és turisztikai központja. A várost gyakran nevezik "a Kárpátok kapujának" is, vagy a "háromnyelvű városnak", utalva a magyar, román és szász (német) örökségre. Nevezetesebb települései közé tartozik Barcarozsnyó a középkori várral, Feketehalom, amely mezővárosi hagyományairól ismert; Fogaras történelmi erődjével és a Fogarasi-havasok lábánál való fekvésével; illetve Zernest, amely a Királykő-hegység Nemzeti Park egyik kapujának számít.
Brassó megye földrajzi képe változatos: délen és keleten a Kárpátok vonulatai, különösen a Fogarasi-havasok, a Bucsecs-hegység és a Királykő-hegység hegygerincei uralják a tájat, míg középső és északi részén a Barcaság termékeny medencéi terülnek el. A megye gazdag folyóvizekben, például az Olt, a Tömösi-patak és a Négyfalusi-patak jelentős vízfolyások. A természeti értékek közül kiemelkedik a már említett Királykő-hegység Nemzeti Park, a Brassói-havasok, valamint a Poiana Brașov síparadicsom. Brassó megye fontos közlekedési csomópont, Románia és Erdély egyik fő tranzitterülete. Területén áthalad az E68-as európai főútvonal, amely Bukarestet köti össze Nagyszebennel és Nagyváraddal, valamint a Bukarest–Brassó–Kolozsvár vasútvonal. A megyében található a Brassói nemzetközi repülőtér, amely 2023-ban kezdte meg működését, és fontos regionális szerepet tölt be.
A megye területe a történelem során stratégiai és gazdasági jelentőséggel bírt. Az ókorban a dák és római határvidék részét képezte; a rómaiak Cumidava néven ismert castrumot hoztak létre a térségben. A középkorban Brassó a szász telepesek által alapított erdélyi hét szabad királyi város (Siebenbürgen) egyike volt. A város és a megye a kereskedelem és kézművesség egyik központjává vált, köszönhetően a Dél-Erdélyt a Kárpátokon át összekötő hágóknak (pl. Tömösi-szoros). A török veszély idején Brassó megerősített város volt, majd a Habsburg uralom alatt is megőrizte jelentőségét. A 19. század végére a térség iparosodása megindult, különösen Brassóban, ahol az Osztrák–Magyar Monarchia egyik legfontosabb hadiipari központja jött létre. Az első világháború után a térséget Romániához csatolták. A szocialista időszak alatt Brassó jelentős nehézipari központtá vált, különösen az autóipar és gépgyártás területén. Az 1987-es brassói munkásfelkelés a Ceaușescu-rendszer elleni egyik legnagyobb tiltakozásként vonult be a történelembe. A rendszerváltás után Brassó megye gyors gazdasági átalakuláson ment keresztül: az ipari központ szerepe megmaradt, de egyre inkább előtérbe került a turizmus, szolgáltatások és a magas hozzáadott értékű iparágak. Az idegenforgalom kiemelkedő ágazat, különösen Brassó történelmi belvárosa, a közeli törcsvári kastély – amelyet gyakran tévesen „Drakula kastélyaként” említenek.

Brassó megye elhelyezkedése Romániában

## Nevének eredete
Nevének eredetét történelmi és nyelvészeti kutatások több különböző elképzelés alapján magyarázzák:
- A Bârsa‐folyó névből

Dragoș Moldovanu szerint a város neve a közeli Barca folyó nevéből származik, amelyet a szlávok előbb Barsa, majd Barsov, végül Brașov formában vettek át. A latinok ennélfogva Brassovia, a magyarok és románok pedig Brassó, Brașov alakban használták.
- A török–bulgár „barasu” eredet

Pál Binder és más nyelvészek úgy gondolják, hogy a név a török–bulgár eredetű barasu (“fehér víz”) szóból ered, melyhez a szláv -ov képző járult. Ez kapcsolódik a folyóhoz és vízjáráshoz.
- Salamon király legendája – Corona / Kronstadt

Egy középkori legenda szerint Salamon magyar király Brassónál elrejtette koronáját – ettől eredhetett a város latin neve, Corona, illetve a német Kronstadt (“koronaváros”). A Corona név már 1235-ben dokumentált, a német Kronstadt pedig a latin név német megfelelője.
- Régi szláv személynév, baltás eredet

Egyes elméletek az ó‑szláv Brasa személynévből vezetik le. A név ősi jelentése a „bölcső” (bercium) szóhoz köthető. Eszerint a név eredhetett a dák/latin bercium (bölcső), szláv közvetítéssel, illetve személynévként (Bratislav → Brašo).

## Címer
A megye hivatalos címerét 2019. március 29‑én hagyta jóvá a román kormány. A megye címere egy lekerekített szélű, bal oldalon hasított és vágott háromszög alakú pajzsból áll.
Jobb oldal
- A jobb oldali válaszfalon vörös mezőben egy nyitott királyi korona látható, természetes színű, bíbor szegéllyel. A koronát nyolc körszelvény zárja le, amelyek közül öt látható, mindegyiket gyöngyök díszítik, illetve egy kereszt alakú gömb díszíti. A korona alsó részét szintén nyolc drágakövekkel kirakott fleuron alkotja, amelyek közül öt fleuron látható. Csupa ezüst.[6]

Bal oldal
- a felső részen, kék mezőben egy repülés közben, vörös karmokkal és csőrrel keresztezett szirti sas látható, jobbra nézve. Jobbról a nap, balról az első negyedben lévő holdsarló szegélyezi, csupa arany szín. A sas hét ezüst dombon magasodik.
- az alsó rész, zöld mezőben, egy városfal kapuval, ablakokkal és három sánccal. A fal három toronnyal végződik, a középső kissé megemelkedett, mind ezüst.[6]Brassó vármegye történelmi címere

Brassó vármegye történelmi címere

## Földrajz

### Elhelyezkedése
Brassó megye területe 5.363 km², ami Románia területének 2,3%-át képviseli, emellett az ország középső részén található, az Olt folyó középső szakaszán, a Kárpátok ívének belsejében. Brassó megye nyolc megyével határos: keleten Kovászna megyével (144 km), délkeleten Buzău megyével (2 km), délen Prahova megyével (73 km) és Dâmbovița megyével (15 km), délnyugaton Argeș megyével (72 km), nyugaton Szeben megyével (88 km), északnyugaton Maros megyével (28 km) északon pedig Hargita megyével (35 km).
Brassó város (a megye székhelye) 25°30' keleti hosszúságon és 45°45' északi szélességen fekszik, átlagosan mintegy 600 méter magasságban a Fekete-tenger szintje fölött.

### Domborzat
Délen a Kárpátkanyar és a Déli-Kárpátok hegyei húzodnak: Fogarasi-havasok, Bucsecs-hegység, Királykő, Nagykőhavas és Keresztényhavas. Délkeleten van a Brassói-medence (Barcaság), nyugaton és északon az Olt folyó völgye. Ezek veszik közre a Persányi-hegységet. A megye legmagasabb pontja a Fogarasi-havasokban található Nagy-Vistea (2527 m). Egy másik 2500-as hegy a Bucsecs-hegységben lévő Omu-csúcs (2507 m).

### Vízrajz
A legfontosabb folyó az Olt, amely 210 km hosszan folyik keresztül a megyén. A folyóhoz több mellékfolyó csatlakozik: Barót, Vargyas, Homoród, Valea Mare, Râul Negru, Timiș, Bârsa, Ghimbășel, Șinca, Netotu, Sâmbăta, Vulcănița, Sebeș, Berivoi, Breaza, Viștea és Nádpatak. Az állóvizek közé tartoznak a gleccsertavak a Fogarasi-hegységben (Urlea, Podragul) és az ember alkotta víztározók, melyek a települések ivóvízellátását szolgálják.

### Éghajlat
Az éghajlat mérsékelt kontinentális. Az évi átlagos hőmérséklet -2,5 °C alá esik a déli, 2000 m-nél magasabb területeken, 7,5 °C az dombságokon, 7,8 °C a keleti medencékben és 8,2 °C nyugaton. A leghidegebb hónap átlagos hőmérséklete -11,1 °C a hegyeken, -5,3 °C a medencékben, a legmelegebb hónapé 5,7 °C, illetve 18 °C. A legmagasabb mért hőmérséklet 39,5 °C volt, amelyet 1951-ben mértek Szecselevárosban, a legalacsonyabb -38.5 °C 1942-ben Botfaluban. Az átlagos csapadékmennyiség 1400 mm a hegyekben, 600–750 mm az előhegyeken és az alacsonyabb területeken. Az uralkodó szél nyugati és északnyugati, 8 m/s-nél magasabb átlagos sebességgel a hegyeken és 3 m/s a medencékben. A főn a Fogarasi-havasok északi oldalára jellemző.

### Állatvilág
Az állatvilág rendkívül változatos, köszönhetően az élőhelyek sokféleségének a völgyektől a hegycsúcsokig. Az eutróf lápokban (pl. Hărman-láp, Prázsmár lápjai és erdői) számos érdekes, néhány jégkorszaki reliktumfaj található. Az aszályos élőhelyeken, mint a Tâmpa-hegy és a Lempeș-várdomb, számos ichneumonida faj él. A hegyi és síkvidéki vizek különböző halfajoknak (pisztráng, lipán, márna stb.) adnak otthont, míg a nedves élőhelyeken és erdőkben gazdag az amfibiók, hüllők, madarak (közönséges ölyv, gatyás ölyv, fehér gólya, fekete gólya, vércse, karvaly, fogoly, sas, kőszáli bukkantó, kőszáli billegető) és emlősök (zerge, medve, őz, vaddisznó, hiúz) sokasága.

## Történelem
Az ember jelenlétét Brassó megye területén ősidők óta számos lelőhely bizonyítja, egészen az i.e. 60.000–40.000 közötti időszakig. Az emberi települések ezt követően folyamatosan fennmaradtak, végigkísérve a pattintott kő korát, a neolitikumot, a bronzkort, majd a vaskort. Számtalan lelet – agyagedények, különféle anyagból készült fegyverek, érmék, ékszerek, mezőgazdasági és kézműves szerszámok – tanúskodnak a helyi civilizáció széles körű fejlődéséről.
E területen a cumidavensi dákok éltek, akiknek központja Cumidava (a mai Barcarozsnyó) volt. Ebben az időszakban Brassó megye térsége minden szempontból – anyagi és kulturális értelemben egyaránt – virágzásnak indult. A római hódítás után az élet folyt tovább, az „VI Nova Cumidavensium Alexandrina” nevű cohors (katonai egység) felügyelete alatt. Az új római hatóságok mestereket hoztak a térségbe, akik fejlesztették az infrastruktúrát: erődöket (castreket), vízvezetékeket (aquaductusokat) és utakat építettek.
Az aurelianusi légiók kivonulása után a helyben maradt őslakosság számos vándornép betörését élte meg, akiket a vidék gazdagsága vonzott. A legmaradandóbb nyomot a szláv törzsek hagyták, akik nagy számban telepedtek le, és jelentős hatással voltak a helynevekre (toponímia) és a víznevekre (hidronímia).
A 10–11. század fordulóján alakultak ki az első politikai szerveződések a Fogarasföldön és a Barcaságban. 1003-ban Kean hercegségét – amely e területeket is magában foglalta – I. István magyar király hódította meg. Kean hercegsége a Duna és a Tisza közé esett. Ezt a korszakot a Első Bolgár Birodalom uralma is jellemezte, amely – bár nem olyan mértékű, mint ahogy néhány történész állítja – valós történelmi jelenlét volt. A magyar királyi hatalom azonban csak két évszázaddal később, 1200 után tudta ténylegesen érvényesíteni uralmát e területek felett, amikor is megindult a szászok, székelyek és teuton lovagok betelepítése.

## Önkormányzat és közigazgatás

### Megyei közgyűlés
A megye politikai életét napjainkban a Nemzeti Liberális Párt (PNL) határozza meg, amely a megyei tanácsban (közgyűlésben) 11 mandátummal rendelkezik, ezzel a legnagyobb frakciót alkotja a testületben. A PNL szerepe meghatározó a helyi döntéshozatalban, és a megyében betöltött vezető pozíciói révén érdemben befolyásolja a közpolitikai irányokat, különösen a gazdaságfejlesztési, infrastrukturális és közigazgatási kérdésekben.
A második legerősebb politikai erő a Szociáldemokrata Párt (PSD), amely 8 mandátumot szerzett a közgyűlésben. A PSD hosszú múltra tekint vissza Brassó megyében is, és támogatottságát főként a szociálisan érzékenyebb és vidéki közösségek körében őrzi. A párt az ellenzéki szerepkörön belül aktív résztvevője a megyei vitáknak és javaslatoknak.
A Mentsétek meg Romániát Szövetség (USR) 7 képviselővel van jelen a megyei tanácsban, elsősorban a városias, reformokat támogató szavazók bizalmát élvezve. A párt hangsúlyt helyez az átláthatóságra, digitalizációra és az igazságszolgáltatás függetlenségére, így új színt visz a helyi politikai diskurzusba.
A Románok Egyesüléséért Szövetség (AUR) 4 mandátummal rendelkezik, ami erősödő politikai jelenlétre utal. A párt nemzeti-konzervatív retorikája különösen a hagyományos értékeket hangsúlyozó szavazók körében talált visszhangra.
A Romániai Magyar Demokrata Szövetség (RMDSZ) 3 mandátumot szerzett, és a magyar közösség parlamenti és közigazgatási érdekképviseletét látja el a megyében. Az RMDSZ fontos szereplő a kisebbségi jogok, oktatás és kulturális örökség védelme területén, különösen a Barcaság magyar lakta részein.
A Népi Mozgalom Pártja (PMP) egyetlen mandátummal van jelen a megyei tanácsban. Bár kisebb súlyú frakcióval rendelkezik, a párt továbbra is részt vesz a közgyűlés munkájában, főként konzervatív és jobboldali álláspontokat képviselve.
A közgyűlés összetétele tükrözi Brassó megye politikai sokszínűségét, amelyben a kormányzati erő dominanciája mellett élénk és plurális ellenzéki jelenlét is megfigyelhető. Ez az összetétel biztosítja a politikai párbeszéd és a demokratikus viták lehetőségét a helyi döntéshozatalban.
|  | Nemzeti Liberális Párt              | 11 |  |  |  |  |  |  |  |  |  |  |  |
|  | Szociáldemokrata Párt               | 8  |  |  |  |  |  |  |  |  |  |  |  |
|  | Mentsétek meg Romániát Szövetség    | 7  |  |  |  |  |  |  |  |  |  |  |  |
|  | Románok Egyesüléséért Szövetség     | 4  |  |  |  |  |  |  |  |  |  |  |  |
|  | Romániai Magyar Demokrata Szövetség | 3  |  |  |  |  |  |  |  |  |  |  |  |
|  | Népi Mozgalom Pártja                | 1  |  |  |  |  |  |  |  |  |  |  |  |

## Népesség

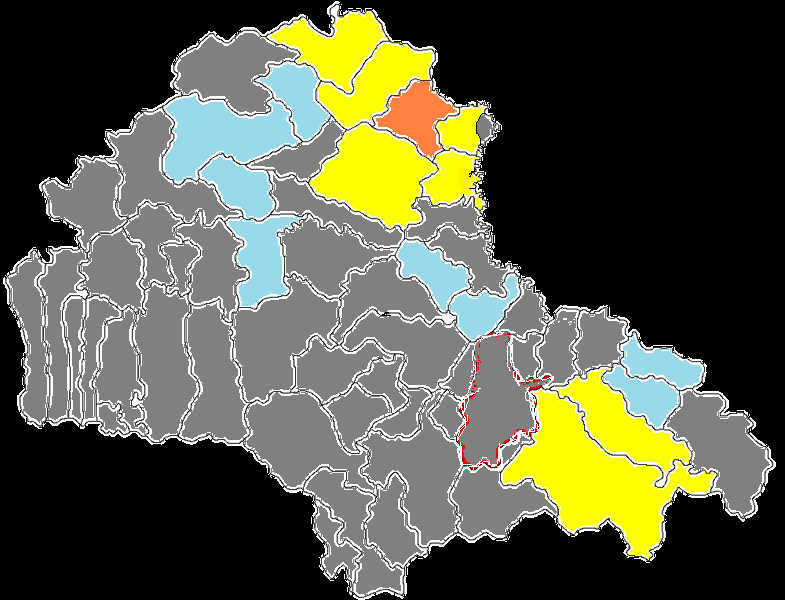
A magyar nemzetiségűek aránya Brassó megyében a 2011-es népszámlálás adatai szerint. Narancssárga = magyar többség 50 - 79% között, citromsárga = magyar kisebbség 20% felett, kék = magyar kisebbség 10 - 20% között, szürke = magyar kisebbség 10% alatt.

2000-ben a megye lakossága 634 881 volt, a népsűrűség 118/km². 2011-ben az 549 217 fő 82,5%-a román, 7,2%-a magyar, 3,4%-a roma, 0,5%-a német volt. Régen a román népesség főleg a megye nyugati és délnyugati részén volt jelen, a magyarok  keleten, a németek északon és Brassó környékén.

### Nemzetiségek
Brassó megye lakóinak nemzetiségi összetétele 2011-ben
Brassó megye lakosságának túlnyomó többsége román nemzetiségű, ugyanakkor a megye etnikai arculatát kisebbségi közösségek is gazdagítják. A legutóbbi, 2011-es népszámlálási adatok alapján a megye lakosságának 87,3%-a vallotta magát román nemzetiségűnek, ami határozott többséget képvisel a térség etnikai összetételében.
A magyar közösség alkotja a legnagyobb nemzeti kisebbséget a megyében, a lakosság 8,7%-át teszi ki. A Székelyföld nyugati peremén elhelyezkedő Brassó megyében a magyar közösség történelmi jelenléte jelentős múltra tekint vissza, különösen Barcaság területén, ahol számos település őrzi a magyar kulturális örökséget. A magyar közösség kulturális és nyelvi identitása ma is szerves része a megye társadalmi sokszínűségének.
A németek aránya 0,8%, ami a hajdani jelentős szász közösség megmaradt részét képviseli. A brassói szászok – különösen a város és környéke – évszázadokon át meghatározó szerepet játszottak a gazdasági és városi fejlődésben. Bár a második világháborút követően és a kommunista időszakban sokan elvándoroltak, a fennmaradt közösség ma is őrzi hagyományait.
A fennmaradó 3,3% más kisebbségi csoportokhoz tartozik, illetve vegyes vagy nem meghatározott etnikai hátterű személyeket foglal magában. Ebbe a csoportba tartozhatnak roma, ukrán, örmény, szlovák, zsidó és más közösségek tagjai, akik történelmi, gazdasági vagy kulturális okokból telepedtek le a megyében.
A nem nyilatkozók arányáról az itt szereplő adatok nem nyújtanak információt, de országos tendenciák alapján feltételezhető, hogy ez a csoport is hozzájárul Brassó megye etnikai képének további árnyalásához.

### Vallás
Brassó megye lakóinak vallási összetétele 2011-ben
A 2011-es népszámlálási adatok alapján Brassó megyében a vallási életet erőteljesen meghatározza a kereszténység jelenléte, különösen az ortodox egyház dominanciája figyelhető meg.
A legnagyobb vallási közösséget az ortodoxok alkotják, akik a megye lakosságának 85,4%-át teszik ki. Ez a magas arány a román többség vallási identitásával van szoros összefüggésben, hiszen az ortodoxia hagyományosan a román nemzeti és kulturális önazonosság szerves része. Templomaik és vallási ünnepeik meghatározó szerepet töltenek be a helyi közösségek mindennapjaiban.
A római katolikusok aránya 3,9%, akik főként a magyar és német kisebbségek körében vannak jelen, különösen Brassóban és a Barcaság településein. A katolikus közösség hosszú történelmi múltra tekint vissza, és kulturális örökségük máig fontos része a megye vallási térképének.
A protestáns felekezetek közül az evangélikusok és a reformátusok jelenléte a legszámottevőbb. Előbbiek a lakosság 2,6%-át, utóbbiak 2,5%-át alkotják. Az evangélikus közösség főként a történelmi szász örökséghez kötődik, míg a reformátusok többsége a magyar kisebbséghez tartozik. Mindkét felekezet rendelkezik saját templomokkal, iskolákkal és közösségi intézményekkel.
A görögkatolikusok aránya 0,8%, főként kisebb városi és vidéki közösségekben vannak jelen. Jelenlétük a román vallási sokszínűség egyik rétegét képezi, és liturgikus hagyományaik a keleti és nyugati keresztény szertartások sajátos ötvözését mutatják.
Az unitárius közösség – amely a lakosság 1,1%-át képviseli – szintén elsősorban a magyar kisebbséghez köthető, jelenlétük pedig egyedülálló színfoltja a megye vallási palettájának, különösen Erdély történelmi hagyományai tükrében.

Az „egyéb vallások” kategóriába sorolt felekezetekhez a megye lakosságának 3,7%-a tartozik. Ebbe beletartozhatnak kisebb keresztény irányzatok (pl. baptisták, pünkösdisták), valamint más vallási közösségek, mint a Jehova Tanúi vagy a muszlim, zsidó és új vallási mozgalmak képviselői.

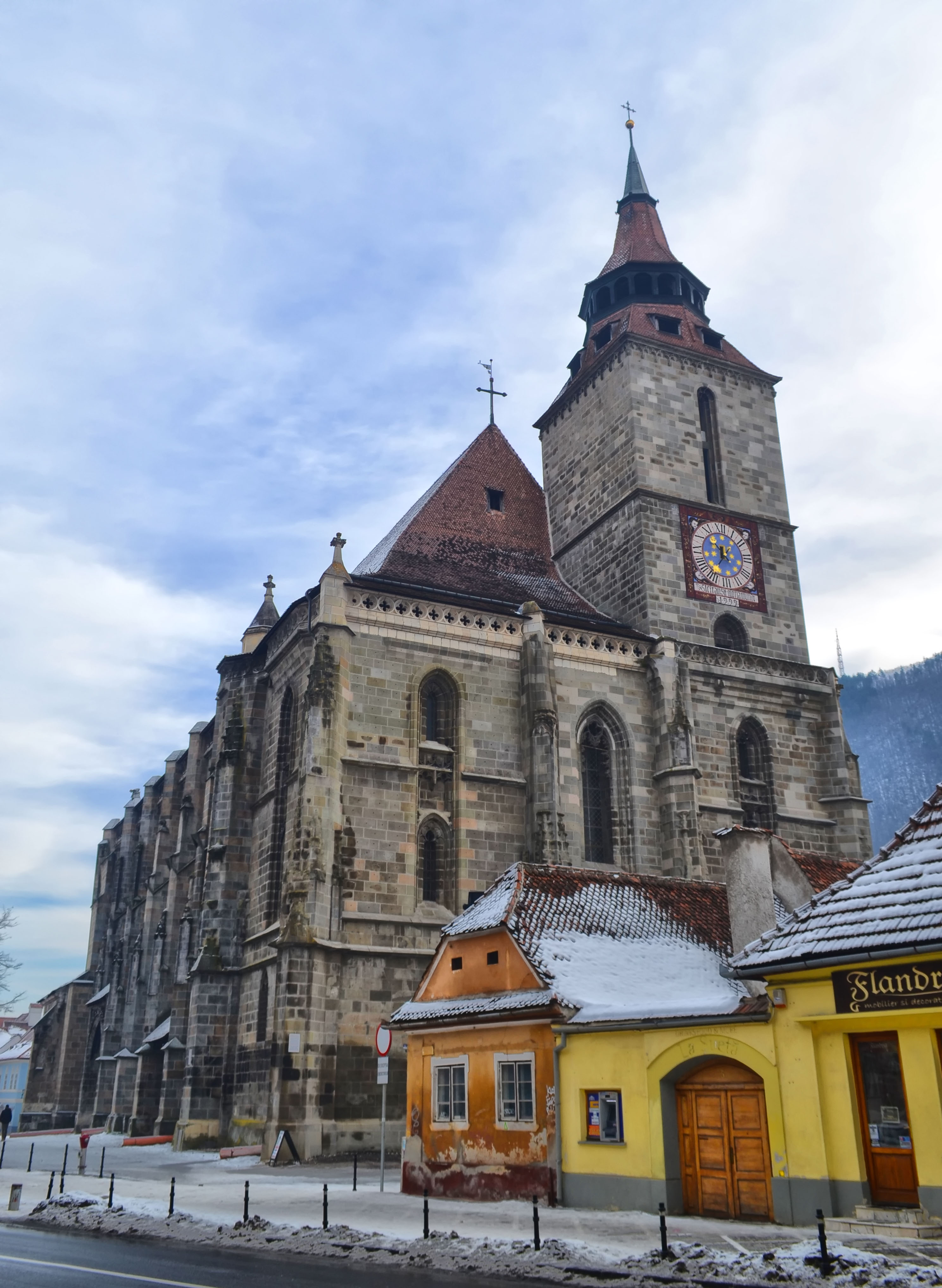
A brassói Fekete templom
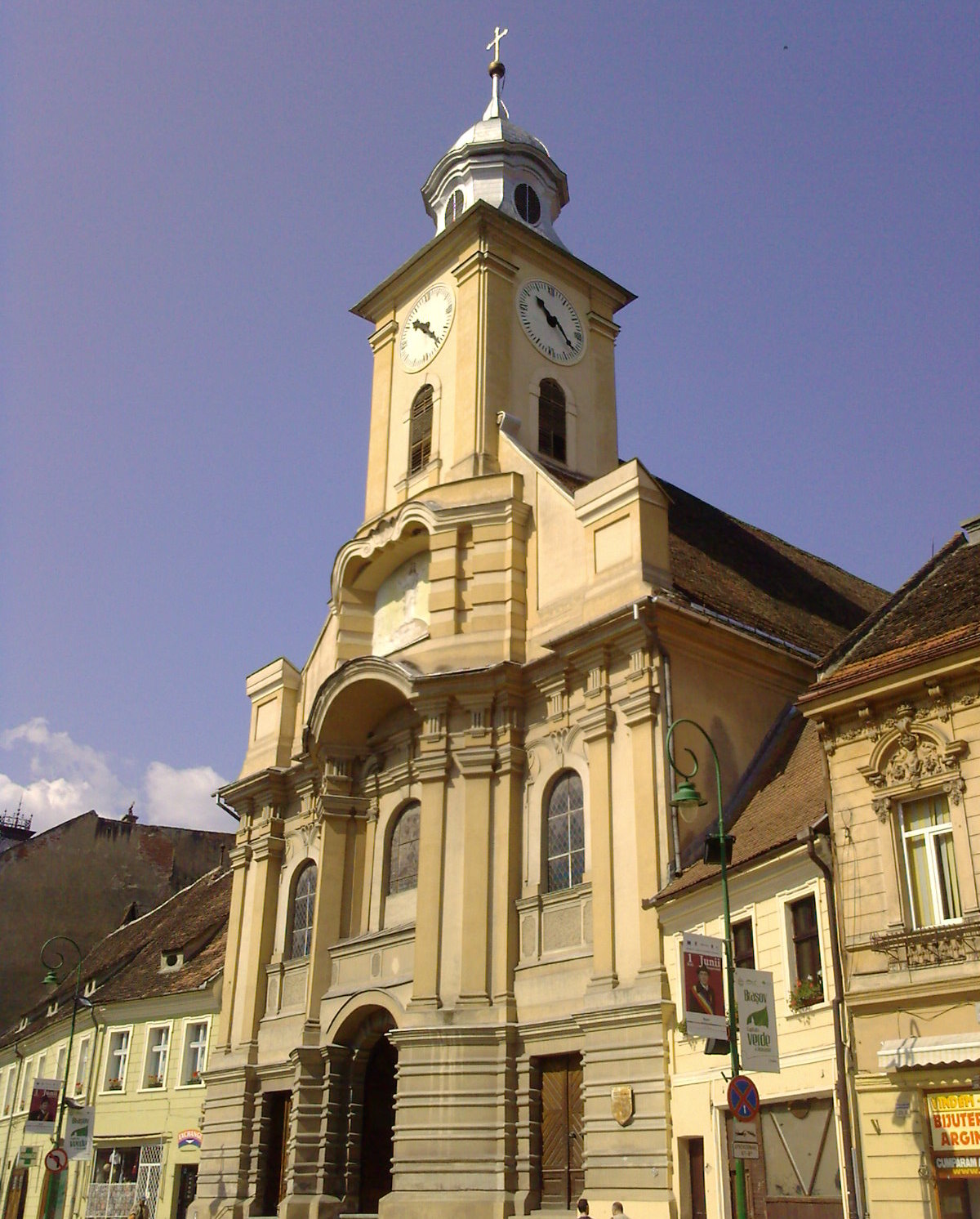
A brassói Szent Péter és Szent Pál plébániatemplom
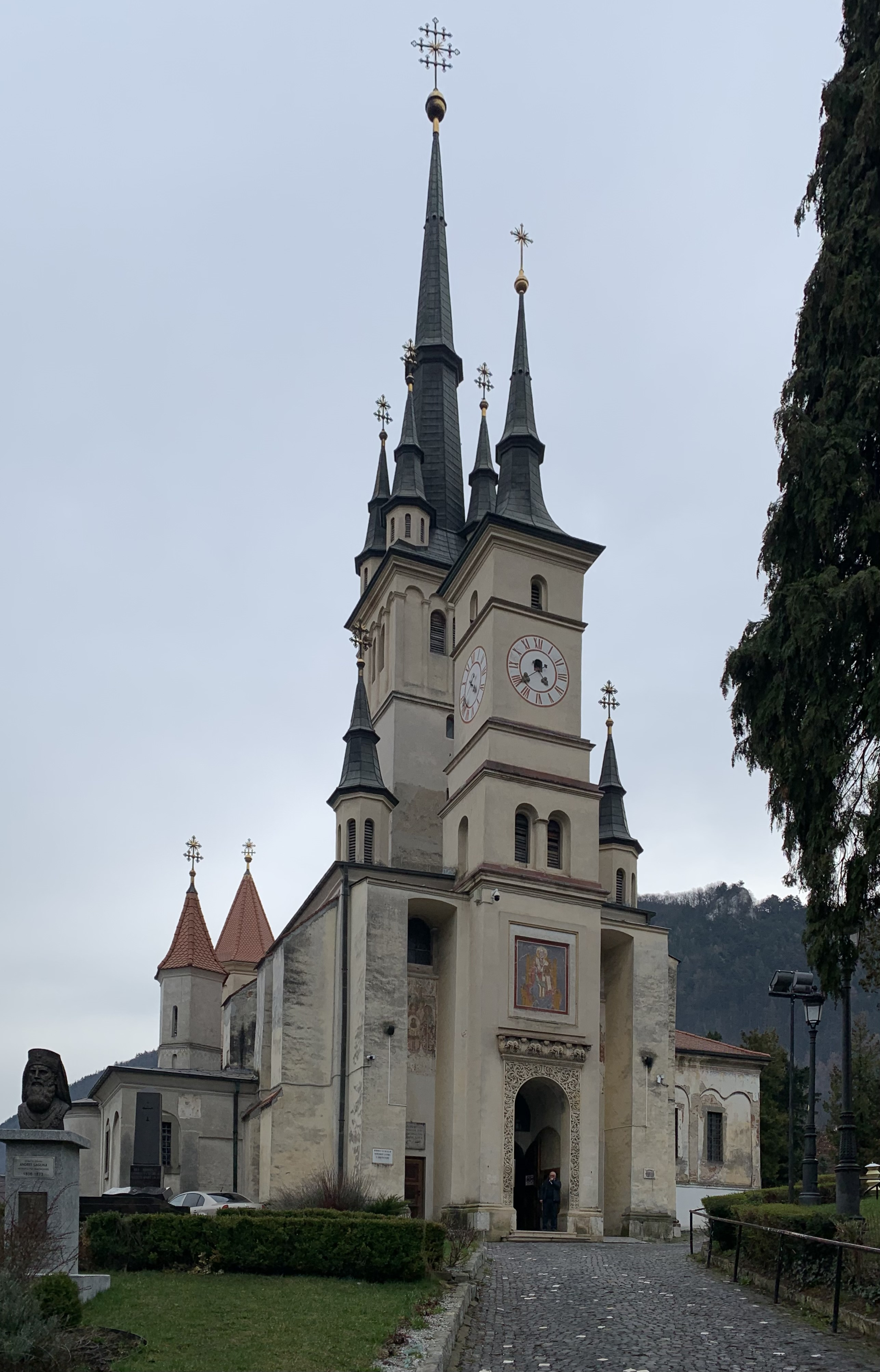
A brassói Szent Miklós-templom
A vidombáki evangélikus templom

A megye népességének változása (a mai területre számítva):

## Gazdaság
Brassó környéke Románia legfejlettebb területei közé tartozik. Jelentős iparágak vannak jelen. A második világháború során Brassóban gyártották az IAR 80 vadászrepülőgépeket. A 20. század második  felében erőteljes iparosítás folyt, ami hatalmas ipari központokat és gyárakat (helikopter, traktor, kamion stb.) eredményezett. Ezek egy része 1989 után nem tudott igazodni az új rendszerhez, és  bezárták. A nagy munkanélküliség miatt Brassó és a környékbeli városok lakossága jelentősen lecsökkent. Fogaras és Viktóriaváros körül nagy kémiai üzemek működnek, amelyek szennyezik a környezetet.
Brassó megye gazdasága összetett, erősen ipari jellegű. 2001 elején az állami tulajdonban lévő vagy többségi állami tulajdonú gazdasági szereplők száma 79 volt, ezek közül 6 állami vállalat és 73 kereskedelmi társaság. A magántulajdonú gazdasági szereplők száma 14.717 volt. A megye 14.796 gazdasági szereplőjének tevékenységi szerinti megoszlása a következő:
- ipar: 1.421 (főbb ágazatai a gépgyártás és a fémfeldolgozó ipar, valamint a vegyipar),
- mezőgazdaság és erdészet: 229,
- építőipar: 530,
- kereskedelem: 8.257,
- szállítás: 563,
- kutatás és tervezés: 185,
- turizmus: 773,
- informatika: 171,
- szolgáltatások: 1.599,
- pénzügy, bank, biztosítás: 58.

Az ipari termelés 2001-ben 78,1%-kal alacsonyabb volt az 1989-es szinthez képest. A visszaesés üteme Brassó megyében nagyobb volt, mint az országos átlag. A csökkenés jelentős volt, és a növekedések – amikor voltak – elenyészőnek bizonyultak. A megye ipari termelésének visszaesése elsősorban a két nagy állami vállalat – a Tractorul S.A. és a Roman S.A. – gyenge teljesítményének tudható be. Ezeknél a vállalatoknál magas volt a dolgozói létszám és a bérek, azonban ez nem járt együtt a termelés és a termelékenység növekedésével.
A fizikai termelés tekintetében 1996 és 2001 között általános csökkenés volt megfigyelhető a legtöbb termék esetében. A termelés szerkezete a kereslethez és a nyersanyag-ellátottsághoz igazodva átalakult. Csökkent a teherautók, traktorok, hús, tej és műtrágya előállítása, míg nőtt a sajt, sör, lábbeli, csapágy, 0,25 kW-os villanymotor és hal termelése.
Az ipari alkalmazottak száma 1996 és 2001 között folyamatosan csökkent, 2001-ben már csak a korábbi létszám 66,5%-a dolgozott az iparban. Ennek oka a termelés csökkenése. A leépített munkavállalók egy része más ágazatokba, főként a kereskedelembe helyezkedett el – bár ott alacsonyabb bérek voltak –, de ezek az ágazatok sem tudták teljes mértékben felszívni a munkaerőt. Ennek következtében a munkanélküliségi ráta 3,8%-ról (1996) 9,4%-ra nőtt (2001).
1990-ben az export volumene jelentősen visszaesett, de 1991-től kezdődően erőteljes növekedési trend figyelhető meg. Az exportot kezdetben főként az állami vállalatok biztosították, amelyek idővel elveszítették piacaikat. Az újonnan létrejött vállalkozások egy része ugyan eredményesen működött, de nem tudta pótolni a korábbi exportveszteségeket. Számos exportáló vállalkozás „bérmunka” (loan) rendszerben működik. Brassó megye exportvolumene 2001-ben 50%-kal volt magasabb, mint 1996-ban.
1997-ig a megye külkereskedelmi mérlege többnyire pozitív volt, ezt követően azonban folyamatosan negatívvá vált, 2001-ben elérte a -108.216 ezer dolláros értéket. Ennek oka az volt, hogy az import gyorsabb ütemben nőtt, mint az export. December 31-én Brassó megye mezőgazdasági területe 297.367 hektárt tett ki, ami a megye teljes földterületének 55,5%-át jelentette. A fennmaradó területeket erdők, vizek és egyéb földhasználati kategóriák foglalták el. A szántók területe 118.151 ha, a legelők 119.890 ha, a kaszálók, szőlők és gyümölcsösök a mezőgazdasági terület 20%-át tették ki (59.326 ha).
Az állattenyésztés mind az állami, mind a magánszektorban jelentős. A magánszektorban 2001 végén az alábbi állatállomány volt:
- szarvasmarha: 61.761, ebből 91,6% családi gazdaságokban,
- sertés: 56.749, ebből 87,8% családi gazdaságokban,
- juh és kecske: 209.880, ebből 98,4% családi gazdaságokban,
- baromfi: 1.776.000, ebből 23,4% családi gazdaságokban.

A növénytermesztésben a magánszektor jelentős szerepet játszik: a búza termelésének 90,7%-át, az árpáénak 87,6%-át, a sörárpáénak 95%-át, a zabénak 98,5%-át, a burgonyáénak 94,5%-át, a cukorrépáénak pedig 93,1%-át adta – ezek a kultúrák jellemzőek Brassó megyére.
A megye technológiai fejlődése szempontjából kedvező tényező, hogy továbbra is működnek kutatóintézetek, és az egyetemek mellett is fokozódik a kutatási tevékenység. Brassó megyében 13 szakosodott kutatóközpont található (cukorrépa, burgonya, legelők), valamint autóipari, fém- és hőállóanyag-ipari területeken. Emellett magánkutató központok is alakultak például az orvostudomány vagy a régészet területén.

## Infrastruktúra és közlekedés

### Autópályák
Brassó megye közlekedési szempontból kiemelt helyet foglal el Erdély szívében, különösen a tervezett és építés alatt álló A3-as és A13-as autópályák révén.
- A3-as autópálya: Az Erdélyi autópálya (Autostrada Transilvania) része, amely a Brassó – Kolozsvár – Bors (román–magyar határ) útvonalon halad. Jelenleg csak szakaszai vannak kész, de a Brassó – Comarnic közötti rész kiemelt beruházásként szerepel.
- A13-as autópálya: A Brassó – Bákó közötti szakaszt hivatott biztosítani, amely a Kárpátokon keresztül biztosítana gyors kapcsolatot Erdély és Moldva között. A tervezési fázisban van, de stratégiai jelentőségű a keleti–nyugati közlekedési folyosó kiépítése szempontjából.

Brassó megyében jelenleg nincsen teljes hosszban kiépített autópálya, de a jövőbeni autópálya-hálózat kiépítése jelentősen javíthatja a megye elérhetőségét és gazdasági potenciálját.
| Gyorsforgalmi út        | Érintett települések, nagyobb kereszteződések                                                                                       | Teljes hossz | Használatban | Épül  | Térkép |
| ----------------------- | --- | ------------ | ------------ | ----- | ------ |
| Észak-erdélyi autópálya | Bukarest – Ploiești – Brassó / Marosvásárhely – Kolozsvár – Zilah – Nagyvárad – Bors / Magyarország (részben a TEN-T hálózat része) | kb. 438 km   | 203 km       | 70 km |        |
|                         | Nagyszeben – Fogaras – Brassó – Bákó                                                                                                | 300 km       | 0 km         | 68 km |        |

### Főútak
A megye főúthálózata kiemelt szerepet tölt be Románia közlekedési rendszerében, mivel a megye területén több fontos országos főút is áthalad, amelyek összekötik Erdélyt az ország többi részével, különösen Havasalfölddel és Moldvával. A legjelentősebb főút a DN1-es (részben az E60 európai útvonal része), amely Bukarest felől érkezve a Prahova-völgyön keresztül éri el Brassót, majd folytatja útját nyugat felé Kolozsvár és Nagyvárad irányába. Ez az útvonal nemcsak az egyik legforgalmasabb közlekedési tengely, hanem fontos gazdasági és turisztikai kapcsolatot is jelent Erdély és a főváros között.
Szintén jelentős a DN73-as főút, amely Brassót köti össze Pitești irányába. Ez az út a Kárpátok vonulatán áthaladva halad végig a festői szépségű törcsvári-szoroson, és érinti a turisták körében népszerű Törcsvár települést, ahol a híres „Drakula-kastély” található. A DN73 nemcsak közlekedési, hanem turisztikai szempontból is fontos, mivel a Brassó és Dél-Románia közötti forgalom egyik fő útvonala.
Keleti irányban a DN11-es főút biztosít közvetlen összeköttetést Brassó és Moldva között, Bákó felé. Ez az útvonal a Csukás-hegységen keresztül halad, és fontos szerepet játszik a kelet–nyugati közlekedésben. Az útvonalak állapota és terheltsége miatt a megyében gyakoriak a torlódások, különösen a turisztikailag frekventált időszakokban. A megye földrajzi fekvése miatt ezek a főutak stratégiai jelentőséggel bírnak nemcsak regionális, hanem országos szinten is.
| Út | Érintett megyei települések                                             | Hossz    | Térkép |
| -- | ----------------------------------------------------------------------- | -------- | ------ |
|    | Predeál – Brassó – Vidombák – Feketehalom – Vledény – Sárkány – Fogaras | 643 km   |        |
|    | Négyfalu – Brassó                                                       | 184.8 km |        |
|    | Brassó                                                                  | 22.1 km  | –      |
|    | Prázsmár – Keresztvár                                                   | 144 km   |        |
|    | Brassó – Szászhermány – Farkasvágó                                      | 179 km   |        |
|    | Alsómoécs – Törcsvár – Brassó                                           | 133 km   |        |
|    | Barcarozsnyó – Almásmező – Újsinka – Sárkány                            | 132 km   |        |
|    | Vidombák – Brassó                                                       | 4,5 km   | –      |

### Vasúti közlekedés
A megye vasúti közlekedése fejlett és stratégiai jelentőségű, mivel fontos vasúti csomópont Erdély és az ország többi része között. A Brassó városán áthaladó fővonalak összekötik a térséget Bukaresttel, valamint Kolozsvár, Marosvásárhely és más erdélyi nagyvárosok irányába. A vasúthálózat több mellékvonalat is tartalmaz, amelyek kisebb településeket kapcsolnak be az országos rendszerbe.

### Légi közlekedés
A légi közlekedést a Brassói Nemzetközi Repülőtér (Aeroportul Internațional Brașov-Ghimbav) szolgálja ki, amely 2023-ban nyílt meg. A reptér jelenleg belföldi és néhány nemzetközi járatot fogad, és várhatóan egyre fontosabb szerepet tölt be a térség gazdasági és turisztikai életében. Közelsége Brassó városához és a turisták által kedvelt helyszínekhez nagyban növeli vonzerejét.

## Híres szülöttei
- Johannes Honterus, eredeti nevén Holler (magyarosan: Honterus János, Brassó, 1498 – Brassó, 1549. január 23.) erdélyi szász származású humanista polihisztor, egyházszervező lutheránus reformátor, természettudós, pedagógus, könyvkiadó és jogász
- Bakfark Bálint (Brassó, 1506. vagy 1507. augusztus 15.? más forrás szerint 1526 – Padova, 1576. augusztus 22., más forrás szerint: augusztus 15. vagy 13.) erdélyi szász zeneszerző és lantművész, a reneszánsz hangszeres muzsika jeles képviselője
- Johann Hedwig (Brassó, 1730. december 8. – Lipcse, 1799. február 18.) erdélyi szász orvos és természettudós
- Johann Martin Honigberger (Brassó, 1795. március 10. – Brassó, 1869. december 18.) erdélyi szász orvos, gyógyszerész, orientalista
- Gheorghe Dima, egyes forrásokban George Dima (Bolgárszeg, 1847. szeptember 28. / október 10. – Kolozsvár, 1925. június 4.) román zeneszerző, karmester és pedagógus, a Román Akadémia tiszteleti tagja
- Ștefan Octavian Iosif (Brassó, 1875. október 11. – Bukarest, 1913. június 22.) román irodalmár, költő és műfordító, a Societatea Scriitorilor Români (Román írószövetség) megalapítója
- Kupcsay Felicián (Négyfalu része, 1876. június 8. – Budapest, 1964. február 5.) író, miniszteri tanácsos
- Paál Árpád (Brassó, 1880. október 16. – Nagyvárad, 1944. szeptember 14.) publicista, politikus, a két világháború közötti időszak erdélyi magyar újságírásának jelentős alakja
- Mattis Teutsch János (Brassó, 1884. augusztus 13. – Brassó, 1960. március 17.) erdélyi magyar festő, szobrász és grafikus
- Áprily Lajos (Brassó, 1887. november 14. – Budapest, 1967. augusztus 6.) József Attila-díjas költő, műfordító, a Magyar Tudományos Akadémia levelező tagja
- Dumitru Prunariu (Brassó, 1952. szeptember 27. –) az első és egyetlen román űrhajós
- Kovács Dalma (Brassó, 1985. május 18. –) erdélyi magyar énekesnő, elsősorban az Eurovíziós Dalverseny romániai nemzeti döntőjén való 2009-es, 2010-es és 2011-es részvételéért ismert

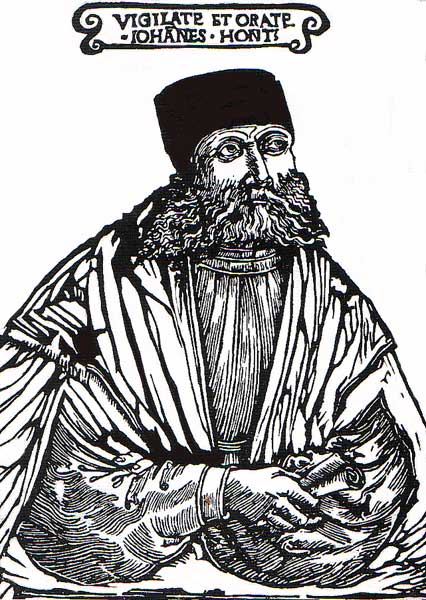
Johannes Honterus
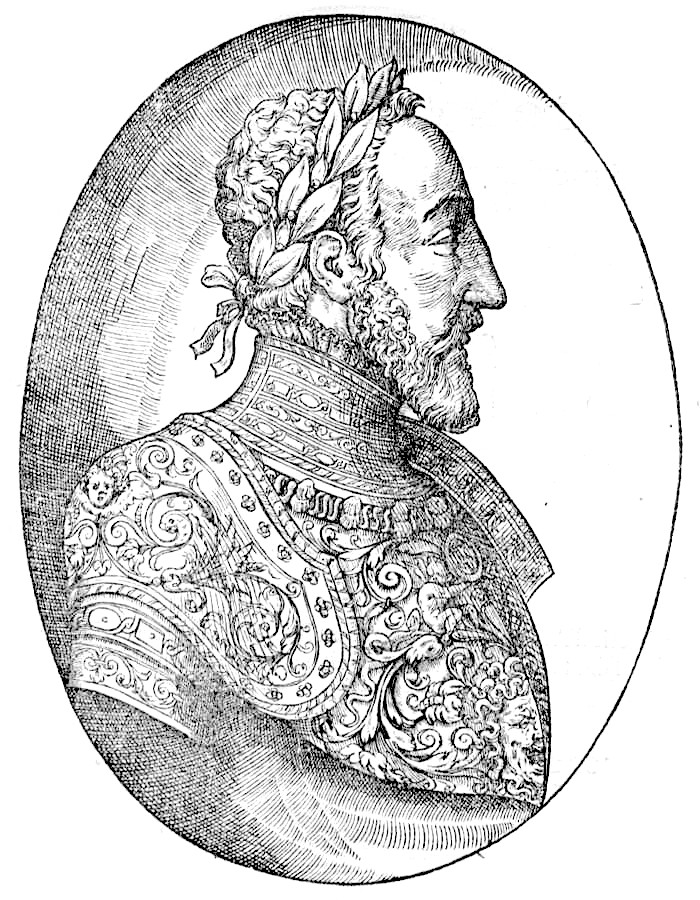
Bakfark Bálint
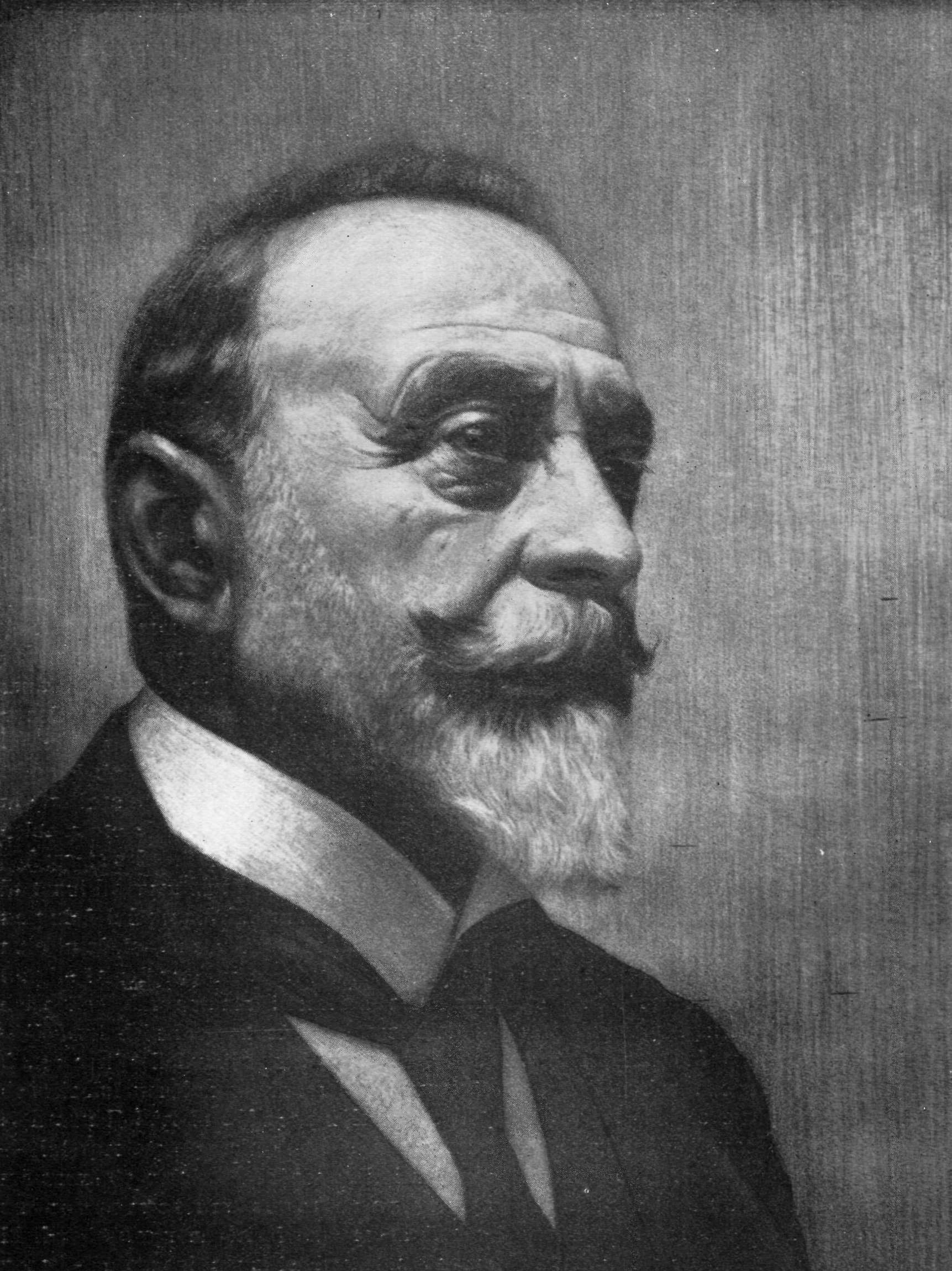
Gheorghe Dima
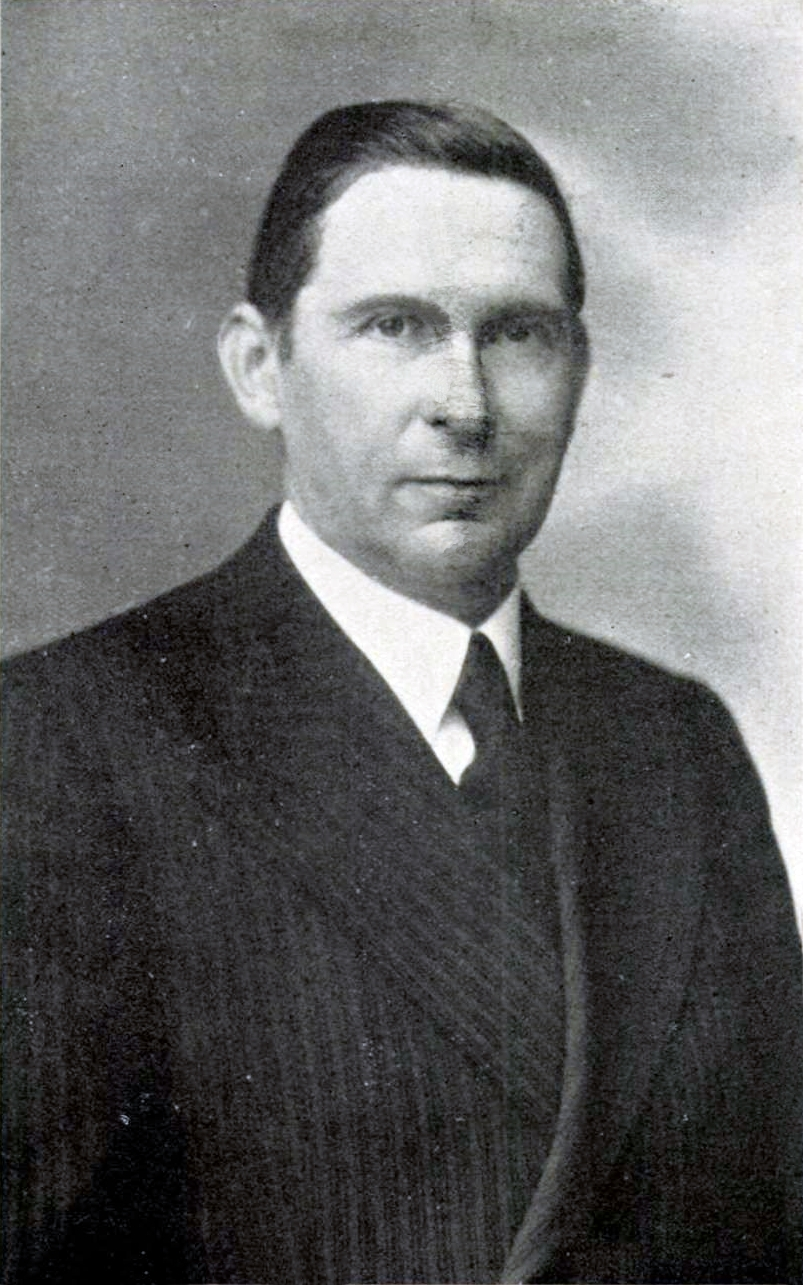
Áprily Lajos
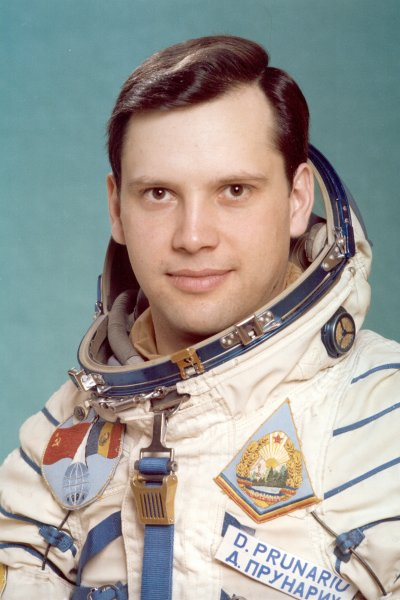
Dumitru Prunariu

## Kultúra
Brassó megye Románia egyik legismertebb és legnépszerűbb turisztikai célpontja, amely Erdély szívében helyezkedik el. A térség sokszínű turisztikai kínálatát lenyűgöző természeti környezete, gazdag történelmi öröksége és kulturális sokrétűsége alapozza meg. A megye legnagyobb városa, Brassó, a középkori városmag, a középkori városfalak, a híres Fekete templom és az ódon utcák révén évszázadok hangulatát idézi meg.
A megye másik fontos látványossága a közeli Törcsvár, ahol a legendás „Drakula-kastélyként” ismert törcsvári kastély évente több százezer látogatót vonz. A román néphagyomány, a gótikus és középkori építészet, valamint a popkultúra ötvözete különleges élményt nyújt az ideérkezőknek. A régió fontos középkori emlékei közé tartozik még Prázsmár erődtemploma, amely az UNESCO világörökség része, illetve a barcasági falvak sajátos szász építészeti öröksége.
Területén található a Bucsecs-hegység és a Keresztényhavas, amelyek a természetkedvelők paradicsomát jelentik. Ezek a hegyvidéki területek egész évben kínálnak kikapcsolódási lehetőségeket: télen síelés, nyáron túrázás, hegyi kerékpározás és más aktív szabadidős tevékenységek vonzzák az érdeklődőket. Poiana Brașov, a megye legismertebb síparadicsoma, nemcsak Románia, de egész Kelet-Közép-Európa egyik legkedveltebb téli sportközpontja.
A térség kisvárosai és falvai – mint például Szászhermány, Szászfehéregyháza vagy Bodola – autentikus falusi környezetet, hagyományos építészetet és a helyi szokások megőrzését kínálják. A falusi turizmus egyre népszerűbb, különösen azok körében, akik a természet közelségére, nyugodt kikapcsolódásra és gasztronómiai élményekre vágynak. A helyi közösségek szálláshelyekkel, kézműves termékekkel és autentikus erdélyi ízekkel várják a látogatókat.
A megye kulturális kínálata is kiemelkedő. A helyi fesztiválok, folklórprogramok, kézműves vásárok és hagyományőrző rendezvények egész évben színesítik a turisztikai életet. Brassó város komolyzenei, színházi és képzőművészeti élete is jelentős, emellett a román, magyar, szász és roma kulturális hagyományok együttélése egyedülálló kulturális palettát teremt.
A megye gasztronómiája tükrözi az itt élő közösségek történelmi együttélését. A román, magyar és szász konyha ízei gyakran keverednek az éttermek kínálatában. Az erdélyi töltött káposzta, a puliszka, a kürtőskalács vagy a szász sütemények egyaránt hozzájárulnak az ízek élményéhez. Bár a térség nem tartozik a nagy borvidékek közé, helyi gyümölcspálinkák és kézműves sörök egyre keresettebbek a turisták körében.

Brassó megye turisztikai kínálatát tovább gazdagítja a vendégszerető lakosság, az egyre fejlődő infrastruktúra és az a törekvés, hogy a természetes és kulturális örökség harmonikusan illeszkedjen a modern turisztikai igényekhez. Az évszázados városok, a legendák földje, a lenyűgöző hegyek és a multikulturális hagyomány együttese teszi Brassó megyét Erdély egyik legértékesebb idegenforgalmi térségévé.

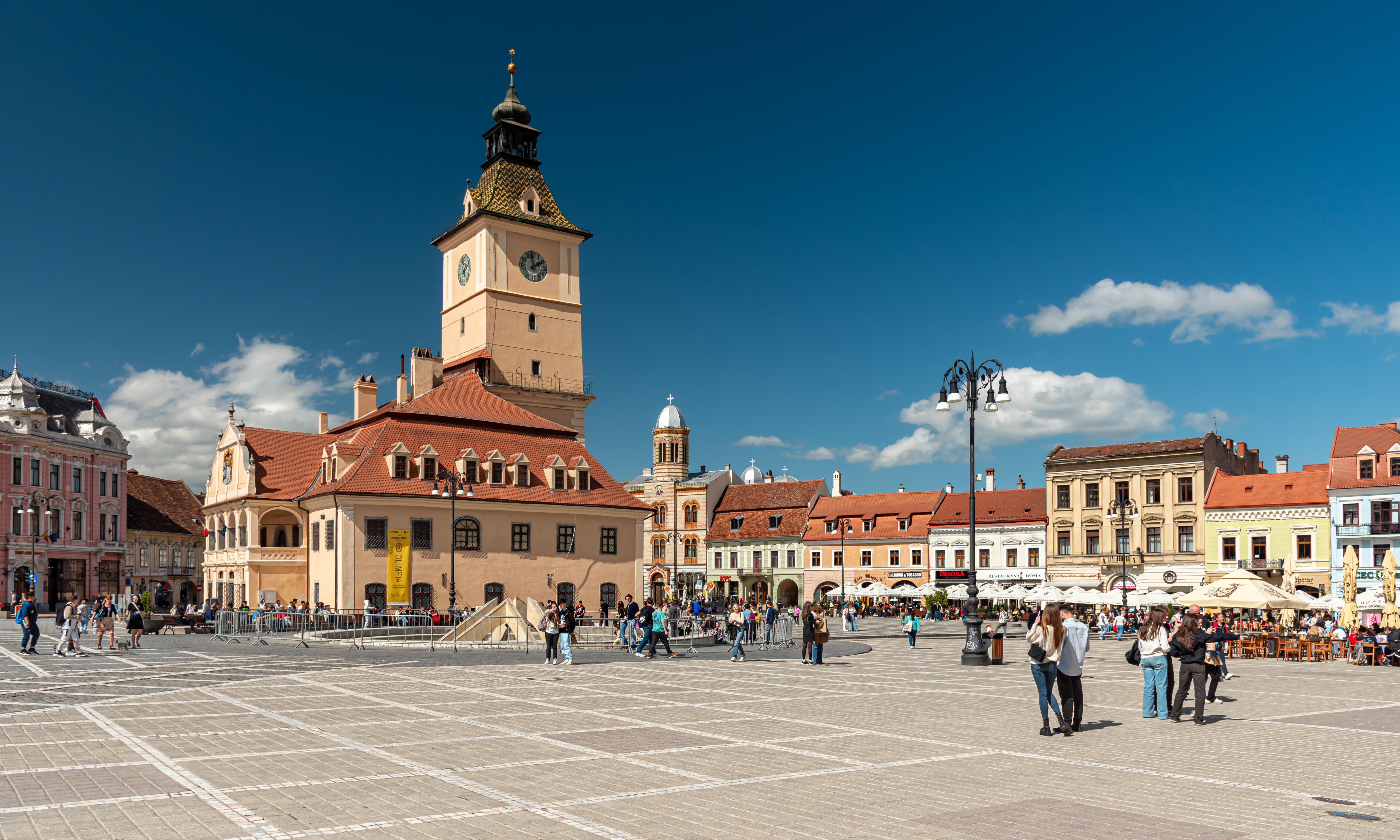
Brassó, a megyeszékhely
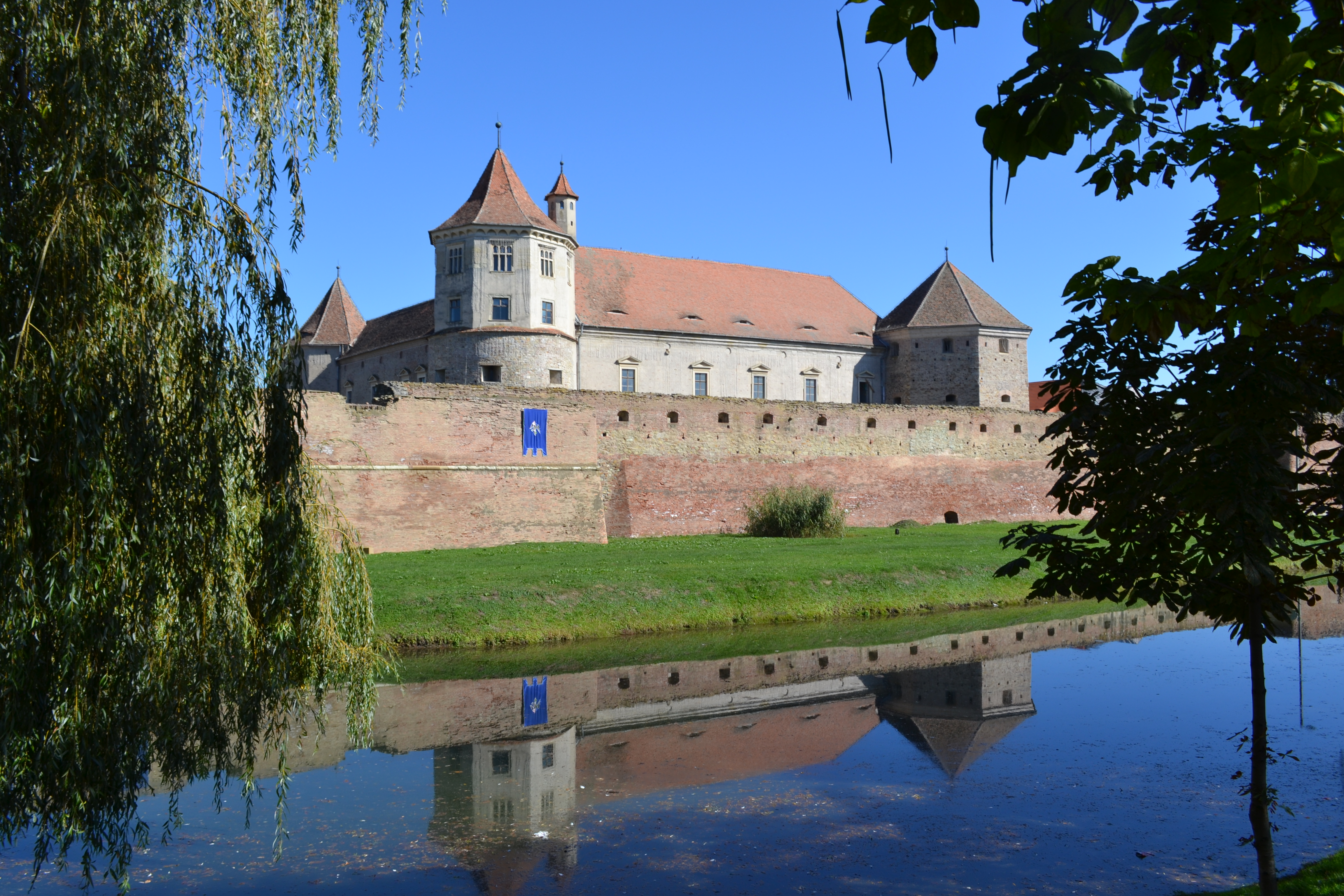
A fogarasi vár
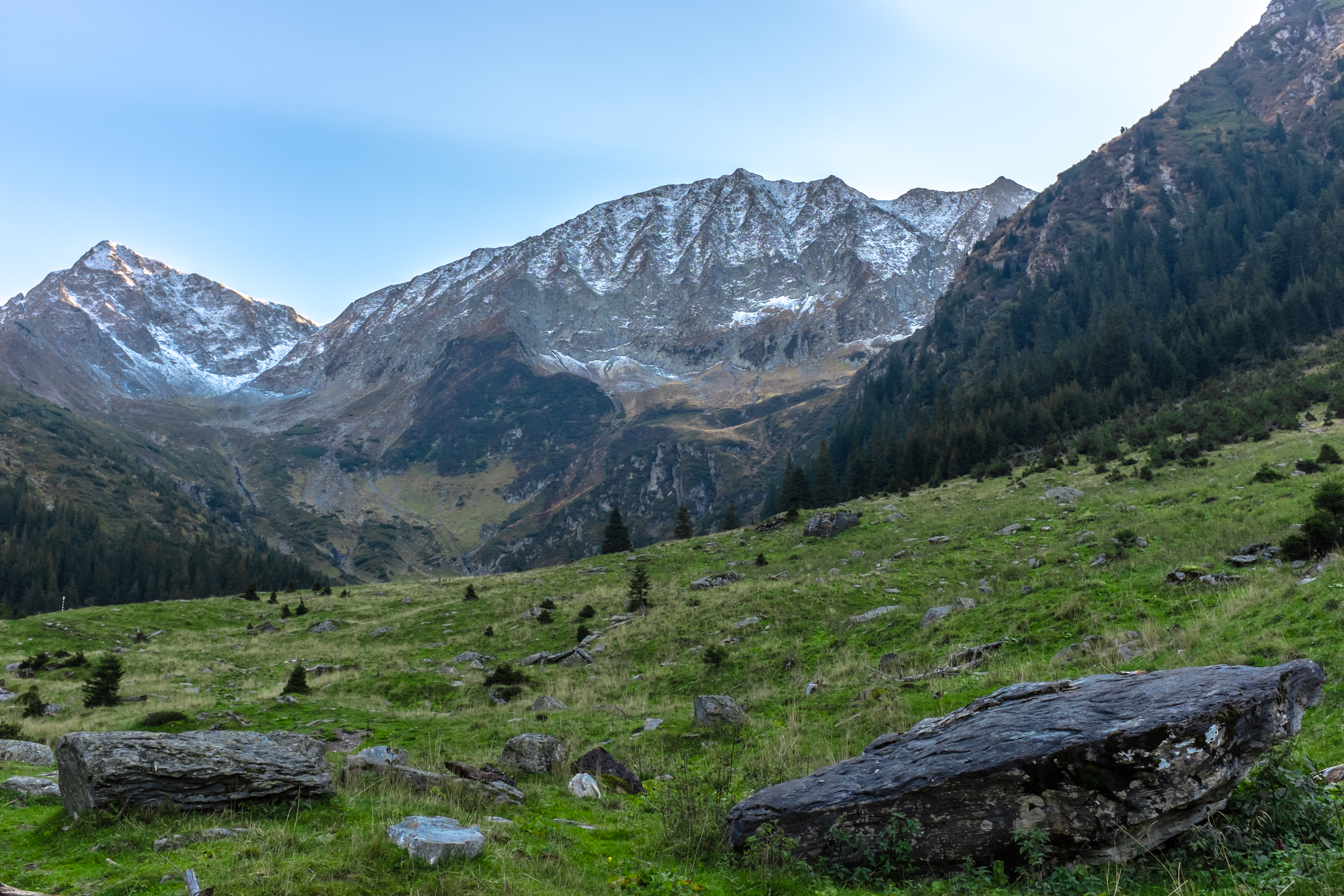
A Keleti-Kárpátok vonulatai
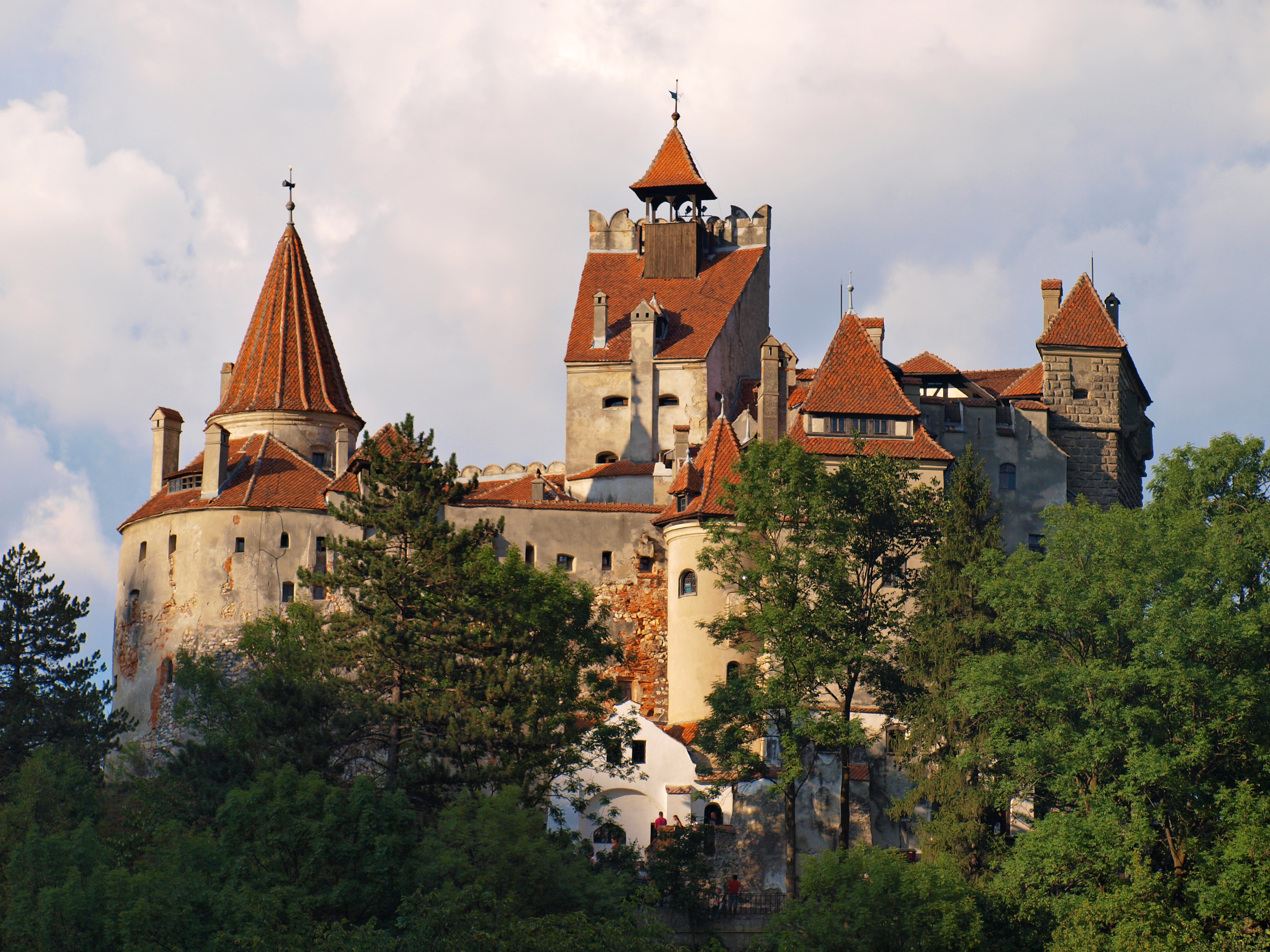
A törcsvári kastély
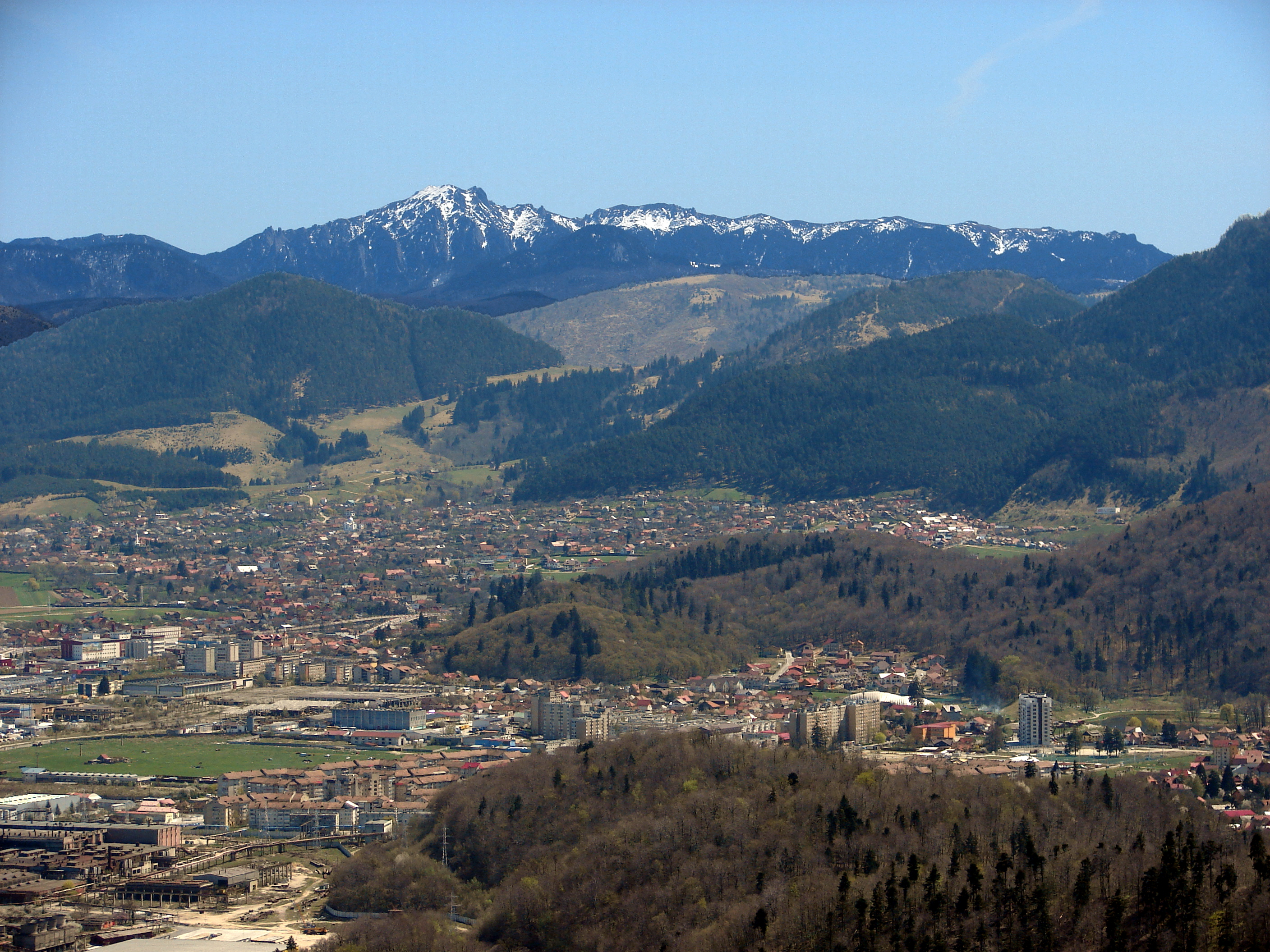
A Csukás-hegység Brassónál

## Települések
A megyében 165 település van. Ezek közül négy municípium (Brassó, Feketehalom, Fogaras és Négyfalu), hat város (Barcarozsnyó, Kőhalom, Predeál, Vidombák, Viktóriaváros és Zernest) és 48 községközpont.
Szecseleváros vagy Négyfalu (Bácsfalu, Csernátfalu, Hosszúfalu és Türkös összeolvadásából keletkezett), illetve Pürkerec, Tatrang és Zajzon falvak együtt a Hétfalunak nevezett csángó faluegyüttest, kulturális egységet alkotja.
| Sorszám | Település    | Lakónépesség (2021)            | Település jellege |
| ------- | ------------ | ------------------------------ | ----------------- |
| 1.      | Brassó       | 237 589 fő (2021. dec. 1.) +/- | municípium        |
| 2.      | Négyfalu     | 30 920 fő (2021. dec. 1.) +/-  | municípium        |
| 3.      | Fogaras      | 26 284 fő (2021. dec. 1.) +/-  | municípium        |
| 4.      | Zernest      | 21 624 fő (2021. dec. 1.) +/-  | város             |
| 5.      | Feketehalom  | 20 534 fő (2021. dec. 1.) +/-  | municípium        |
| 6.      | Barcarozsnyó | 15 920 fő (2021. dec. 1.) +/-  | város             |
| 7.      | Prázsmár     | 5456 fő (2021. dec. 1.) +/-    | község            |
| 8.      | Tatrang      | 6719 fő (2021. dec. 1.) +/-    | község            |
| 9.      | Vidombák     | 7208 fő (2021. dec. 1.) +/-    | város             |
| 10.     | Kőhalom      | 4907 fő (2021. dec. 1.) +/-    | város             |

## Lásd még
- Brassó vármegye
- Erdély erődtemplomos falvai